# 우즈넘넓은머리쥐
우즈넘넓은머리쥐(Zelotomys woosnami)는 쥐과에 속하는 설치류의 일종이다. 앙골라와 보츠와나, 나미비아, 남아프리카공화국에서 발견된다. 자연 서식지는 건조 사바나 지역이다.